# VMC-minima
VMC-minima (VMC for visual meteorological conditions; engelsk for "Visuelle meteorologiske vilkår") er et sæt mimimumskrav til vejrforhold og minimumsafstand til skyer, som skal overholdes ved flyvning under VFR; visuelflyvereglerne.

## Standardbetingelser
Standardkravet er at man som VFR-pilot skal holde en vandret afstand på 1,5 kilometer, og en lodret afstand på 1000 fod (godt og vel 300 meter) til skyer. Sigtbarheden skal være mindst 5 kilometer for flyvninger under flyveniveau 100, og 8 kilometer over flyveniveau 100.
Hvis vejrbetingelserne ikke er opfyldt, kan en flyvning ikke foregå under visuelflyvereglerne — i de tilfælde må flyvningen i givet fald være IFR; flyvning under instrumentflyvereglerne. Her er det et krav at piloten har et såkaldt instrumentbevis; en "tillægsuddannelse" til det grundlæggende privatflyvercertifikat der sætter piloten i stand til at flyve alene efter flyvemaskinens instrumenter.

### Flyvning uden jordsigt
Kravet om at holde 1000 fods lodret afstand til skyer kan løses ved at flyve enten 1000 fod over eller 1000 fod under et skydække, men fordi landskabet netop er det primære "navigationsredskab" for VFR-flyvning, stilles der krav til flyveerfaring hvis man vælger at flyve over et tæt skydække (enten "skyet" eller "overskyet", i meteorologisk terminologi): Piloten skal have fløjet i sammenlagt mindst 150 timer før han/hun må overholde det "lodrette afstandskrav" til skyer ved at flyve over dem.

## Nær lufthavne og flyvepladser
I nærheden af lufthavne og flyvepladser gælder der nogle undtagelser fra de generelle regler: Her kan man på visse betingelser flyve i en sigtbarhed ned til 1,5 kilometer, og hvor man normalt skal holde en vis minimumsafstand til skyer, behøver man her kun akkurat holde sig uden for skyerne.
Betingelserne for at kunne benytte disse undtagelser afhænger af om der er tale om en kontrolleret eller ukontrolleret lufthavn/flyveplads:

### I kontrolzoner: Speciel VFR
Indenfor den kontrolzone der omgiver kontrollerede lufthavne kan man benytte undtagelsesreglen ved, over flyets radio, at anmode flyvelederen i lufthavnens kontroltårn om såkaldt speciel VFR. Undtagelsen gælder naturligvis kun hvis flyvelederen efterkommer anmodningen — der kunne jo i forvejen være travlt i den pågældende lufthavn.

### I landingsrunden på ukontrollerede pladser
Samme undtagelser gælder ved ukontrollerede lufthavne og flyvepladser, hvis piloten er "etableret" i den såkaldte landingsrunde omkring landingsbanen, og har lufthavnen/flyvepladsen i sigte.

## I luftrum F og G
Ved flyvning i klasse F og G luftrum gælder desuden en undtagelse: hvis man flyver under 3000 fod (cirka 1 kilometer) MSL, eller under 1000 fod over terræn, skal man blot holde sig udenfor skyerne; udover med en fart under 140 knob kan man flyve med en sigtbarhed på 3 kilometer.

## Skema
| Højdebånd | Luftrumsklasse | Flyvesigtbarhed    | Afstand fra skyer                             |
| I eller over FL 100 | A* BCDEFG      | 8 km               | 1500 m horisontalt, 300 m (1000 FT) vertikalt |
| Under FL 100 og over 900 m (3000 FT) MSL, eller over 300 m (1000FT) over terræn, afhængig af hvad der er højest | A* BCDEFG      | 5 km               | 1500 m horisontalt, 300 m (1000 FT) vertikalt |
| I og under 900 m (3000 FT) MSL, eller 300 m (1000 FT) over terræn, afhængig af hvad der er højest | A* BCDE        | 5km                | 1500 m horisontalt 300 m (1000 FT) vertikalt  |
| I og under 900 m (3000 FT) MSL, eller 300 m (1000 FT) over terræn, afhængig af hvad der er højest | FG             | 5 km 3 km**/140 KT | Klar af skyer og med jordsigt                 |
| * De VMC-minima, som er angivet for luftrumsklasse A, er beregnet til at vejlede piloter og indebærer ikke, at der må flyves VFR i denne luftrumsklasse. ** Med luftfartøjer, der er etableret i trafikrunden til en flyveplads, er flyvning tilladt med en flyvesigtbarhed på mindst 1500 m, fri af skyer og med flyvepladsen i syne. |                |                    |                                               |